# Хершбах
Хершбах (нем. Herschbach) — община в Германии, в земле Рейнланд-Пфальц.
Входит в состав района Вестервальд. Подчиняется управлению Зельтерс (Вестервальд). Население составляет 2837 человек (на 31 декабря 2010 года). Занимает площадь 15,73 км².

## Города-побратимы
- Плёдиан-сюр-Ранс (Франция, с 1980)[4]